# Saurauia rhodosma
Saurauia rhodosma är en tvåhjärtbladig växtart som beskrevs av Herman Otto Sleumer. Saurauia rhodosma ingår i släktet Saurauia och familjen Actinidiaceae. Inga underarter finns listade i Catalogue of Life.